# マイク・ヘインズ
マイケル・ジェームズ・ヘインズ（Michael James Haynes、1953年7月1日- ）は、アメリカンフットボールテキサス州デニソン出身の元アメリカンフットボール選手。NFLのニューイングランド・ペイトリオッツ、ロサンゼルス・レイダースでプレーした。ポジションはコーナーバック（CB）。スピードとクイックネスに秀でておりディフェンシブバックとしてだけでなくパントリターナーとしても起用された。

## 経歴
ロサンゼルスのジョン・マーシャル高校でコーナーバックとしてプレーした。高校時代には陸上競技も行い同校の走幅跳記録を現在も保持している。
アリゾナ州立大学に進学後、3回ウェスタン・アスレティック・カンファレンスのオールチームに選ばれるとともに2回オールアメリカンにも選ばれた。なお2001年にカレッジフットボール殿堂入りを果たした。
1976年のNFLドラフト1巡目全体5位でニューイングランド・ペイトリオッツに指名された。1年目から8インターセプトをあげるとともに45回のパントリターンでAFCトップの608ヤードをリターンし1TDをあげプロボウルにも選ばれた。ペイトリオッツには7年間在籍し28インターセプト、パントリターン111回で平均10.4ヤードをリターンした。この間1979年終盤に肋骨を痛めて欠場するまで58試合連続で先発出場した。
1983年11月、翌年のドラフト1位、翌々年のドラフト2位指名権と引き換えにロサンゼルス・レイダースに移籍した。移籍後5試合に出場した彼は第18回スーパーボウルでも1インターセプトを記録し勝利に貢献した。レイダース移籍後はリターナーとして起用されることはほとんどなくなったが7年間で18インターセプトを記録し1984年のマイアミ・ドルフィンズ戦では97ヤードのリターンTDをあげた。
現役14シーズンでプロボウルに選出されること9回、オールプロに5回選出された。1997年にプロフットボール殿堂入りを果たし、1999年のスポーティングニュース誌が選ぶ100人の偉大な選手のうち93位にランクインした。
2002年にはNFLコミッショナーのポール・タグリアブからNFL選手・職員育成責任者に任命された。
2009年2月、癌と闘病していることが報じられた。